# Mustafakemalpaşa
Mustafakemalpaşa là một huyện thuộc tỉnh Bursa, Thổ Nhĩ Kỳ. Huyện có diện tích 1.731 km² và dân số thời điểm năm 2010 là 101.412 người.

## Thành phố kết nghĩa
- Sciacca
- Lipkovo
- Mostar
- Kamenicë
- Copceac